# Agape (frivilligorganisation)
Frivilligorganisationen Agape i Göteborg är en organisation som grundades 2017 till stöd för ensamkommande unga asylsökande som diskvalificerats från statligt och kommunalt stöd. Verksamheten bygger på volontärinsatser i kombination med finansiering från Göteborgs stad och har även erhållit projektbidrag från MUCF.
Organisationen har bland annat engagerat sig för att lösa boendefrågan för unga ensamkommande asylsökande.
Organisationens grundare Matilda Brinck-Larsen utsågs i april 2024 till hedersdoktor vid Göteborgs universitet.